# Makiko Sakamoto
Makiko Sakamoto (jap. 坂本真喜子 Sakamoto Makiko; ur. 20 listopada 1985) - japońska zapaśniczka w stylu wolnym. Czterokrotna uczestniczka mistrzostw świata. Zdobyła dwa brązowe medale, w 2005 i 2008. Wicemistrzyni Azji w 2005 i brązowa medalistka w 2009. Pierwsza w Pucharze Świata w 2005; piąta w 2003 i 2004 roku.